# پارک ملی دریاچه مالاوی
پارک ملی دریاچه مالاوی یک پارک ملی در انتهای جنوبی دریاچه مالاوی در مالاوی، آفریقای جنوب شرقی است. این تنها پارک ملی در مالاوی است که با هدف حمایت از ماهی و زیستگاه‌های آبزی ایجاد شده‌است. با وجود این هدف اصلی آن، پارک ملی دریاچه مالاوی شامل سرزمین اصلی، جنگل ساحلی و چندین جزیره سنگی کوچک در دریاچه مالاوی است.
پارک ملی دریاچه مالاوی در سال ۱۹۸۴ به عنوان یکی از میراث جهانی یونسکو ثبت شد که از اهمیت ویژه ای برای حفظ تنوع زیستی به ویژه تنوع ماهی برخوردار است. از دیگر ویژگی‌های این پارک می‌توان به زیبایی طبیعی برجسته منطقه با منظره ای دلچسب آن که با آبهای شفاف دریاچه متضاد است، اشاره کرد.
دریاچه مالاوی در دره کافتی بزرگ آفریقا قرار دارد. این دریاچه ۵۰۰ متر بالاتر از سطح دریا و با عمق ۷۰۰ متر در برخی مکان‌ها، یکی از عمیق‌ترین دریاچه‌های جهان است.

## تنوع زیستی
دریاچه مالاوی حاوی بیشترین تنوع ماهی در سراسر جهان است. در منطقه پارک حدود نیمی از ۱۰۰۰ گونه تخمینی وجود دارد که بیش از ۹۰٪ از آنها بومی این منطقه هستند که فقط قابل مقایسه با جزایر گالاپاگوس می‌باشد.
این دریاچه حاوی ۳۰٪ از کلیه گونه‌های شناخته شده سیکلید، به ویژه Mbuna است. به جز ۵ گونه، هر ۴۰۰ گونه موجود بومی هستند.
محدودیت منطقه حفاظت شده برای ماهی‌ها فقط به بخش کوچکی از دریاچه که در آن زندگی می‌کنند، ممکن است عجیب به نظر برسد. در حقیقت، بسیاری از آنها، خصوصاً Mbuna، به روش زندگی خود به جزایر و سواحل بسیار خاص محدود می‌شوند.

## نگارخانه

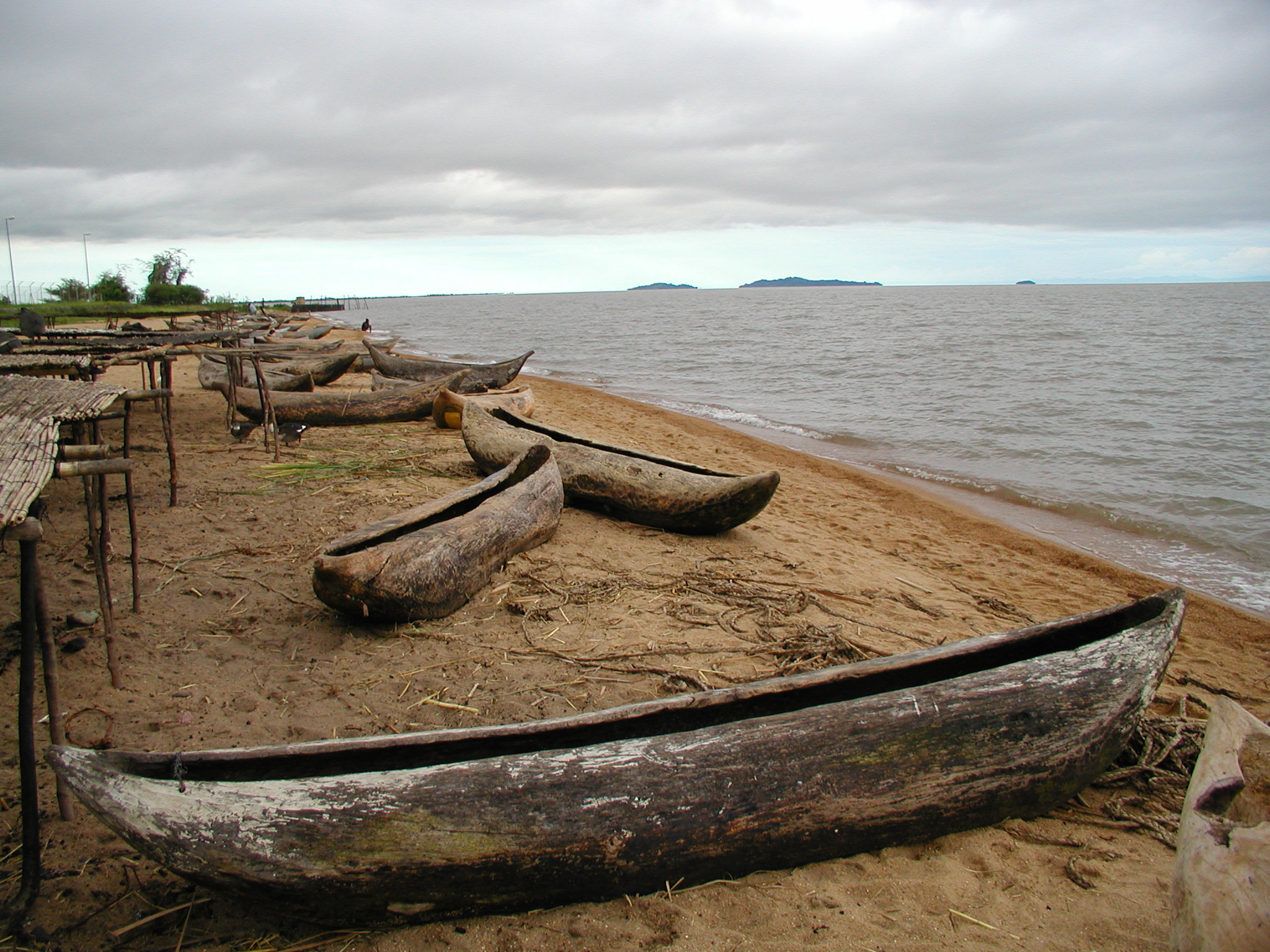
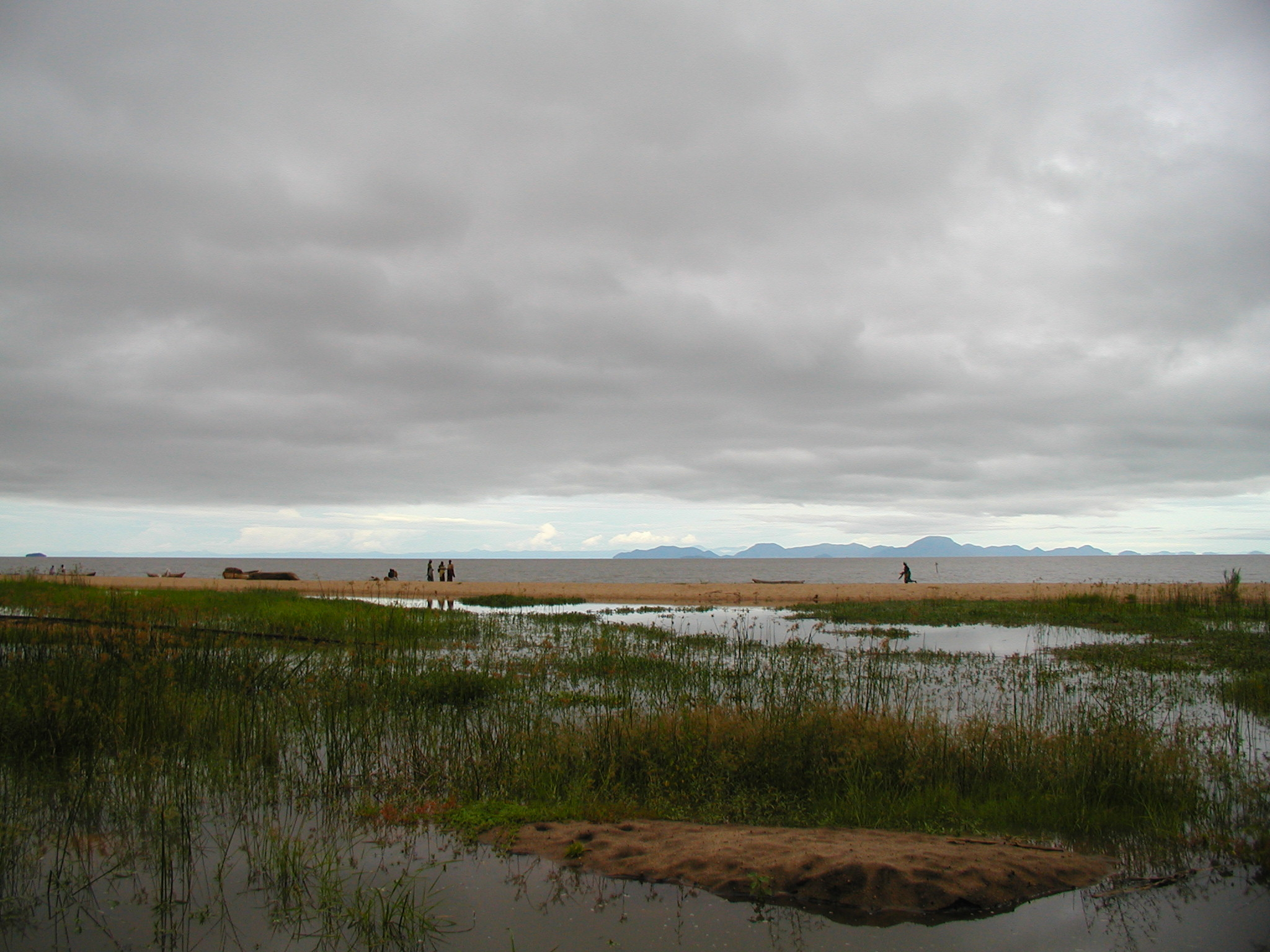
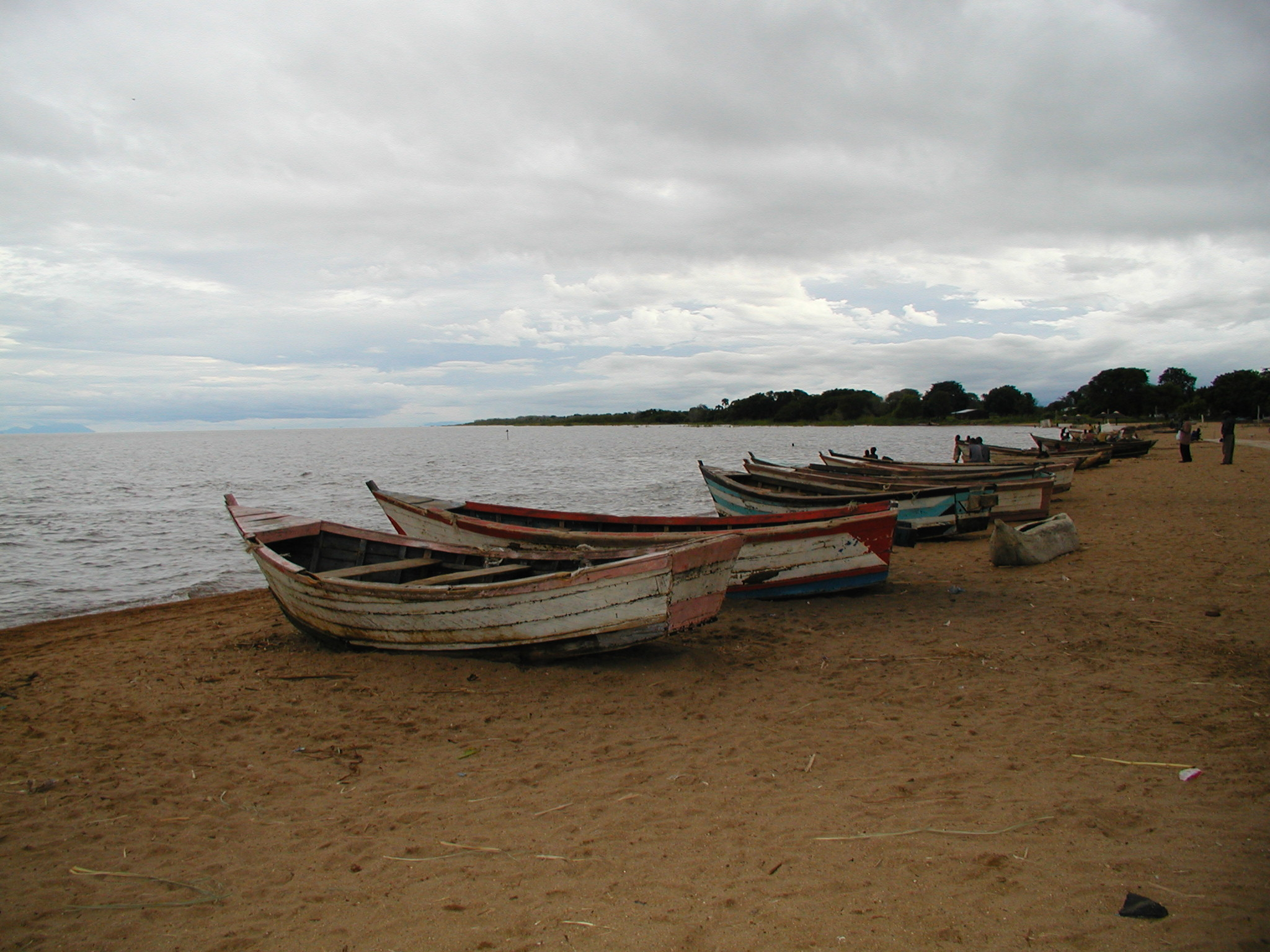